# Синтія Пратт
Синтія Пратт (англ. Cynthia A. "Mother" Pratt; нар. 1945) — багамський політичний діяч, виконувач обов'язків Прем'єр-міністра країни у 2005 році